# Équipe du Mexique de football à la Coupe du monde 2018
Cet article relate le parcours de l’équipe du Mexique de football lors de la Coupe du monde de football 2018 organisée en Russie du 14 juin au 15 juillet 2018.

## Qualifications

### Poule unique
| Rang | Équipe            | Pts | J  | G | N | P | Bp | Bc | Diff |  | Résultats (▼ dom., ► ext.) |     |     |     |     |     |     |
| ---- | ----------------- | --- | -- | - | - | - | -- | -- | ---- |  | -------------------------- | --- | --- | --- | --- | --- | --- |
| 1    | Mexique           | 21  | 10 | 6 | 3 | 1 | 16 | 7  | +9   |  | Mexique                    |     | 2-0 | 1-0 | 3-0 | 1-1 | 3-1 |
| 2    | Costa Rica        | 16  | 10 | 4 | 4 | 2 | 14 | 8  | +6   |  | Costa Rica                 | 1-1 |     | 0-0 | 1-1 | 4-0 | 2-1 |
| 3    | Panama            | 13  | 10 | 3 | 4 | 3 | 9  | 10 | -1   |  | Panama                     | 0-0 | 2-1 |     | 2-2 | 1-1 | 3-0 |
| 4    | Honduras          | 13  | 10 | 3 | 4 | 3 | 13 | 19 | -6   |  | Honduras                   | 3-2 | 1-1 | 0-1 |     | 1-1 | 3-1 |
| 5    | États-Unis        | 12  | 10 | 3 | 3 | 4 | 17 | 13 | +4   |  | États-Unis                 | 1-2 | 0-2 | 4-0 | 6-0 |     | 2-0 |
| 6    | Trinité-et-Tobago | 6   | 10 | 2 | 0 | 8 | 7  | 19 | -12  |  | Trinité-et-Tobago          | 0-1 | 0-2 | 1-0 | 1-2 | 2-1 |     |

## Préparation

### Matchs de préparation à la Coupe du monde
Détail des matchs amicaux
| Match amical           | Belgique                    | 3 – 3   | Mexique                              | Stade du Roi Baudouin, Bruxelles                 |                                                  |
| 10 novembre 2017 20h45 | Hazard 17e · Lukaku 55e 70e | (1 - 1) | 38e (pen.) Guardado · 56e 60e Lozano | Spectateurs : 40 956 Arbitrage : Paolo Mazzoleni | Spectateurs : 40 956 Arbitrage : Paolo Mazzoleni |

| Match amical           | Pologne | 0 – 1   | Mexique     | Stadion Energa Gdańsk, Gdańsk                   |                                                 |
| 13 novembre 2017 20h45 |         | (0 - 1) | 13e Jiménez | Spectateurs : 32 736 Arbitrage : Oliver Drachta | Spectateurs : 32 736 Arbitrage : Oliver Drachta |

| Match amical           | Mexique   | 1 – 0   | Bosnie-Herzégovine | Alamodome, San Antonio                        |                                               |
| 1er février 2018 03h00 | Ayala 65e | (0 - 0) |                    | Spectateurs : 26 867 Arbitrage : Jair Marrufo | Spectateurs : 26 867 Arbitrage : Jair Marrufo |

| Match amical       | Mexique                      | 3 – 0   | Islande | Levi's Stadium, Santa Clara                         |                                                     |
| 24 mars 2018 03h00 | Fabián 37e · Layún 65e 90+2e | (1 - 0) |         | Spectateurs : 68 917 Arbitrage : Armando Villarreal | Spectateurs : 68 917 Arbitrage : Armando Villarreal |

| Match amical       | Mexique | 0 – 1   | Croatie            | AT&T Stadium, Dallas                           |                                                |
| 28 mars 2018 04h00 |         | (0 - 0) | 62e (pen.) Rakitić | Spectateurs : 79 128 Arbitrage : Mario Escobar | Spectateurs : 79 128 Arbitrage : Mario Escobar |

| Match amical      | Mexique | 0 – 0   | Pays de Galles | Rose Bowl, Pasadena                                 |                                                     |
| 29 mai 2018 03h00 |         | (0 - 0) |                | Spectateurs : 82 345 Arbitrage : Armando Villarreal | Spectateurs : 82 345 Arbitrage : Armando Villarreal |

| Match amical      | Mexique        | 1 – 0   | Écosse | Stade Azteca, Mexico                            |                                                 |
| 2 juin 2018 02h00 | dos Santos 13e | (1 - 0) |        | Spectateurs : 70 993 Arbitrage : Henry Bejerano | Spectateurs : 70 993 Arbitrage : Henry Bejerano |

| Match amical      | Danemark                  | 2 – 0   | Mexique | Brøndby Stadion, Brøndby   |                            |
| 9 juin 2018 20h00 | Poulsen 71e · Eriksen 74e | (0 - 0) |         | Arbitrage : Kai Erik Steen | Arbitrage : Kai Erik Steen |

## Effectif
Les 23 joueurs sélectionnés, sont connus le 4 juin 2018.
| Numéro / Nom       | Numéro / Nom         | Club                  | Date de naissance et âge*  | J.              | Buts            |                 |                 |                 |
| Gardiens de but    | Gardiens de but      | Gardiens de but       | Gardiens de but            | Gardiens de but | Gardiens de but | Gardiens de but | Gardiens de but | Gardiens de but |
| ------------------ | -------------------- | --------------------- | -------------------------- | --------------- | --------------- | --------------- | --------------- | --------------- |
| 01                 | José de Jesús Corona | Cruz Azul FC          | 26 janvier 1981 (37 ans)   | 0               | 0               | 0               | 0               | 0               |
| 12                 | Alfredo Talavera     | Deportivo Toluca      | 18 septembre 1982 (35 ans) | 0               | 0               | 0               | 0               | 0               |
| 13                 | Guillermo Ochoa      | Standard de Liège     | 13 juillet 1985 (32 ans)   | 4               | 0               | 0               | 0               | 0               |
| Défenseurs         |                      |                       |                            |                 |                 |                 |                 |                 |
| 02                 | Hugo Ayala           | Tigres UANL           | 31 mars 1987 (31 ans)      | 2               | 0               | 0               | 0               | 0               |
| 03                 | Carlos Salcedo       | Eintracht Francfort   | 29 septembre 1993 (24 ans) | 4               | 0               | 1               | 0               | 0               |
| 05                 | Erick Gutiérrez      | CF Pachuca            | 15 juin 1995 (22 ans)      | 0               | 0               | 0               | 0               | 0               |
| 07                 | Miguel Layún         | Séville FC            | 25 juin 1988 (29 ans)      | 4               | 0               | 1               | 0               | 0               |
| 15                 | Héctor Moreno        | Real Sociedad         | 17 janvier 1988 (30 ans)   | 3               | 0               | 2               | 0               | 0               |
| 21                 | Edson Álvarez        | Club América          | 24 octobre 1997 (20 ans)   | 4               | 0               | 1               | 0               | 0               |
| 23                 | Jesús Gallardo       | Universidad Nacional  | 15 août 1994 (23 ans)      | 4               | 0               | 1               | 0               | 0               |
| Milieux de terrain |                      |                       |                            |                 |                 |                 |                 |                 |
| 04                 | Rafael Márquez       | CF Atlas              | 13 février 1979 (39 ans)   | 3               | 0               | 0               | 0               | 0               |
| 06                 | Jonathan dos Santos  | Galaxy de Los Angeles | 26 avril 1990 (28 ans)     | 1               | 0               | 0               | 0               | 0               |
| 08                 | Marco Fabián         | Eintracht Francfort   | 21 juillet 1989 (28 ans)   | 1               | 0               | 0               | 0               | 0               |
| 10                 | Giovani dos Santos   | Galaxy de Los Angeles | 11 mai 1989 (29 ans)       | 1               | 0               | 0               | 0               | 0               |
| 16                 | Héctor Herrera       | FC Porto              | 19 avril 1990 (28 ans)     | 4               | 0               | 2               | 0               | 0               |
| 18                 | Andrés Guardado      | Betis Séville         | 28 septembre 1986 (31 ans) | 4               | 0               | 1               | 0               | 0               |
| 20                 | Javier Aquino        | Tigres UANL           | 11 février 1990 (28 ans)   | 0               | 0               | 0               | 0               | 0               |
| Attaquants         |                      |                       |                            |                 |                 |                 |                 |                 |
| 09                 | Raúl Jiménez         | Benfica Lisbonne      | 5 mai 1991 (27 ans)        | 2               | 0               | 0               | 0               | 0               |
| 11                 | Carlos Vela          | Los Angeles FC        | 1er mars 1989 (29 ans)     | 4               | 1               | 0               | 0               | 0               |
| 14                 | Javier Hernández     | West Ham United       | 1er juin 1988 (30 ans)     | 4               | 1               | 0               | 0               | 0               |
| 17                 | Jesús Manuel Corona  | FC Porto              | 6 janvier 1993 (25 ans)    | 2               | 0               | 0               | 0               | 0               |
| 19                 | Oribe Peralta        | Club América          | 12 janvier 1984 (34 ans)   | 1               | 0               | 0               | 0               | 0               |
| 22                 | Hirving Lozano       | PSV Eindhoven         | 30 juillet 1995 (22 ans)   | 4               | 1               | 0               | 0               | 0               |
| Sélectionneur      |                      |                       |                            |                 |                 |                 |                 |                 |
|                    | Juan Carlos Osorio   |                       | 8 juin 1961 (57 ans)       |                 |                 |                 |                 |                 |

* NB : Les âges sont calculés au début de la Coupe du monde 2018, le 14 juin 2018.

## Coupe du monde

### Premier tour - Groupe F
|   | Équipe       | Pts | J | G | N | P | Bp | Bc | Diff |
| 1 | Suède        | 6   | 3 | 2 | 0 | 1 | 5  | 2  | +3   |
| 2 | Mexique      | 6   | 3 | 2 | 0 | 1 | 3  | 4  | -1   |
| 3 | Corée du Sud | 3   | 3 | 1 | 0 | 2 | 3  | 3  | 0    |
| 4 | Allemagne    | 3   | 3 | 1 | 0 | 2 | 2  | 4  | -2   |

| 11 | 17 juin 2018 | Allemagne    | 0 - 1 | Mexique      |
| 12 | 18 juin 2018 | Suède        | 1 - 0 | Corée du Sud |
| 27 | 23 juin 2018 | Allemagne    | 2 - 1 | Suède        |
| 28 | 23 juin 2018 | Corée du Sud | 1 - 2 | Mexique      |
| 43 | 27 juin 2018 | Corée du Sud | 2 - 0 | Allemagne    |
| 44 | 27 juin 2018 | Mexique      | 0 - 3 | Suède        |

#### Allemagne - Mexique
| Match 11                                                 | Allemagne | 0 - 1   | Mexique                                | Stade Loujniki, Moscou                           |                                                  |
| 17 juin 2018 · 18:00 (UTC+3) · Historique des rencontres |           | (0 - 1) | 35e Hirving Lozano (Javier Hernández ) | Spectateurs : 78 011 Arbitrage : Alireza Faghani | Spectateurs : 78 011 Arbitrage : Alireza Faghani |
| 17 juin 2018 · 18:00 (UTC+3) · Historique des rencontres | Rapport   |         |                                        | Spectateurs : 78 011 Arbitrage : Alireza Faghani | Spectateurs : 78 011 Arbitrage : Alireza Faghani |

| Allemagne | Mexique |

| ALLEMAGNE :     |    |                     |     |     |
|                 |    |                     |     |     |
| Gardien de but  | 01 | Manuel Neuer        |     |     |
|                 | 18 | Joshua Kimmich      |     |     |
|                 | 17 | Jérôme Boateng      |     |     |
|                 | 05 | Mats Hummels        | 84e |     |
|                 | 02 | Marvin Plattenhardt |     | 79e |
|                 | 08 | Toni Kroos          |     |     |
|                 | 06 | Sami Khedira        |     | 60e |
|                 | 13 | Thomas Müller       | 83e |     |
|                 | 10 | Mesut Özil          |     |     |
|                 | 07 | Julian Draxler      |     |     |
|                 | 09 | Timo Werner         |     | 86e |
| Remplaçants :   |    |                     |     |     |
|                 | 11 | Marco Reus          |     | 60e |
|                 | 23 | Mario Gómez         |     | 79e |
|                 | 20 | Julian Brandt       |     | 86e |
| Sélectionneur : |    |                     |     |     |
| Joachim Löw     |    |                     |     |     |

| MEXIQUE :          |    |                  |     |     |
|                    |    |                  |     |     |
| Gardien de but     | 13 | Guillermo Ochoa  |     |     |
|                    | 03 | Carlos Salcedo   |     |     |
|                    | 02 | Hugo Ayala       |     |     |
|                    | 15 | Héctor Moreno    | 40e |     |
|                    | 23 | Jesús Gallardo   |     |     |
|                    | 16 | Héctor Herrera   | 90e |     |
|                    | 18 | Andrés Guardado  |     | 74e |
|                    | 07 | Miguel Layún     |     |     |
|                    | 11 | Carlos Vela      |     | 58e |
|                    | 22 | Hirving Lozano   |     | 66e |
|                    | 14 | Javier Hernández |     |     |
| Remplaçants :      |    |                  |     |     |
|                    | 21 | Edson Álvarez    |     | 58e |
|                    | 09 | Raúl Jiménez     |     | 66e |
|                    | 04 | Rafael Márquez   |     | 74e |
| Sélectionneur :    |    |                  |     |     |
| Juan Carlos Osorio |    |                  |     |     |

| Assistants : Reza Sokhandan Mohammadreza Mansouri Quatrième arbitre : Mohammed Abdulla Hassan Mohamed Cinquième arbitre : Mohamed Al Hammadi Arbitre vidéo : Massimiliano Irrati Assistants arbitre vidéo : Wilton Sampaio Carlos Astroza Mark Geiger Homme du Match : Hirving Lozano |

#### Corée du Sud - Mexique
| Match 28                                                 | Corée du Sud                        | 1 - 2   | Mexique                                                         | Rostov Arena, Rostov-sur-le-Don                |                                                |
| 23 juin 2018 · 18:00 (UTC+3) · Historique des rencontres | ( Lee Jae-sung) Son Heung-min 90+3e | (0 - 1) | 26e (pen.) Carlos Vela · 66e Javier Hernández (Hirving Lozano ) | Spectateurs : 43 472 Arbitrage : Milorad Mažić | Spectateurs : 43 472 Arbitrage : Milorad Mažić |
| 23 juin 2018 · 18:00 (UTC+3) · Historique des rencontres | Rapport                             |         |                                                                 | Spectateurs : 43 472 Arbitrage : Milorad Mažić | Spectateurs : 43 472 Arbitrage : Milorad Mažić |

| Corée du Sud | Mexique |

| CORÉE DU SUD :  |    |                |     |     |
|                 |    |                |     |     |
| Gardien de but  | 23 | Jo Hyeon-woo   |     |     |
|                 | 02 | Lee Yong       | 63e |     |
|                 | 20 | Jang Hyun-soo  |     |     |
|                 | 19 | Kim Young-gwon | 58e |     |
|                 | 12 | Kim Min-woo    |     | 84e |
|                 | 08 | Ju Se-jong     |     | 64e |
|                 | 16 | Ki Sung-yueng  |     |     |
|                 | 18 | Moon Seon-min  |     | 77e |
|                 | 11 | Hwang Hee-chan |     |     |
|                 | 17 | Lee Jae-sung   |     |     |
|                 | 07 | Son Heung-min  |     |     |
| Remplaçants :   |    |                |     |     |
|                 | 10 | Lee Seung-woo  | 72e | 64e |
|                 | 15 | Jung Woo-young | 80e | 77e |
|                 | 14 | Hong Chul      |     | 84e |
| Sélectionneur : |    |                |     |     |
| Shin Tae-yong   |    |                |     |     |

| MEXIQUE :          |    |                     |  |     |
|                    |    |                     |  |     |
| Gardien de but     | 13 | Guillermo Ochoa     |  |     |
|                    | 21 | Edson Álvarez       |  |     |
|                    | 03 | Carlos Salcedo      |  |     |
|                    | 15 | Héctor Moreno       |  |     |
|                    | 23 | Jesús Gallardo      |  |     |
|                    | 07 | Miguel Layún        |  |     |
|                    | 16 | Héctor Herrera      |  |     |
|                    | 18 | Andrés Guardado     |  | 68e |
|                    | 11 | Carlos Vela         |  | 77e |
|                    | 14 | Javier Hernández    |  |     |
|                    | 22 | Hirving Lozano      |  | 71e |
| Remplaçants :      |    |                     |  |     |
|                    | 04 | Rafael Márquez      |  | 68e |
|                    | 17 | Jesús Manuel Corona |  | 71e |
|                    | 10 | Giovani dos Santos  |  | 77e |
| Sélectionneur :    |    |                     |  |     |
| Juan Carlos Osorio |    |                     |  |     |

| Assistants : Milovan Ristić Dalibor Đurđević Quatrième arbitre : John Pitti Cinquième arbitre : Gabriel Victoria Arbitre vidéo : Daniele Orsato Assistants arbitre vidéo : Artur Soares Dias Carlos Astroza Tiago Martins Homme du Match : Javier Hernández |

#### Mexique - Suède
| Match 44                                                 | Mexique | 0 - 3   | Suède                                                                                               | Iekaterinbourg Arena, Iekaterinbourg           |                                                |
| 27 juin 2018 · 19:00 (UTC+5) · Historique des rencontres |         | (0 - 0) | 50e Ludwig Augustinsson (Viktor Claesson ) · 62e (pen.) Andreas Granqvist · 74e (csc) Edson Álvarez | Spectateurs : 33 061 Arbitrage : Néstor Pitana | Spectateurs : 33 061 Arbitrage : Néstor Pitana |
| 27 juin 2018 · 19:00 (UTC+5) · Historique des rencontres | Rapport |         | | Spectateurs : 33 061 Arbitrage : Néstor Pitana | Spectateurs : 33 061 Arbitrage : Néstor Pitana |

| Mexique | Suède |

| MEXIQUE :          |    |                     |     |     |
|                    |    |                     |     |     |
| Gardien de but     | 13 | Guillermo Ochoa     |     |     |
|                    | 21 | Edson Álvarez       |     |     |
|                    | 03 | Carlos Salcedo      |     |     |
|                    | 15 | Héctor Moreno       | 61e |     |
|                    | 23 | Jesús Gallardo      | 1e  | 65e |
|                    | 18 | Andrés Guardado     |     | 75e |
|                    | 16 | Héctor Herrera      |     |     |
|                    | 07 | Miguel Layún        | 86e | 89e |
|                    | 11 | Carlos Vela         |     |     |
|                    | 22 | Hirving Lozano      |     |     |
|                    | 14 | Javier Hernández    |     |     |
| Remplaçants :      |    |                     |     |     |
|                    | 08 | Marco Fabián        |     | 65e |
|                    | 17 | Jesús Manuel Corona |     | 75e |
|                    | 19 | Oribe Peralta       |     | 89e |
| Sélectionneur :    |    |                     |     |     |
| Juan Carlos Osorio |    |                     |     |     |

| SUÈDE :         |    |                     |     |     |
|                 |    |                     |     |     |
| Gardien de but  | 01 | Robin Olsen         |     |     |
|                 | 02 | Mikael Lustig       | 88e |     |
|                 | 03 | Victor Lindelöf     |     |     |
|                 | 04 | Andreas Granqvist   |     |     |
|                 | 06 | Ludwig Augustinsson |     |     |
|                 | 17 | Viktor Claesson     |     |     |
|                 | 07 | Sebastian Larsson   | 26e | 57e |
|                 | 08 | Albin Ekdal         |     | 80e |
|                 | 10 | Emil Forsberg       |     |     |
|                 | 09 | Marcus Berg         |     | 68e |
|                 | 20 | Ola Toivonen        |     |     |
| Remplaçants :   |    |                     |     |     |
|                 | 13 | Gustav Svensson     |     | 57e |
|                 | 22 | Isaac Kiese Thelin  |     | 68e |
|                 | 15 | Oscar Hiljemark     |     | 80e |
| Sélectionneur : |    |                     |     |     |
| Janne Andersson |    |                     |     |     |

| Assistants : Hernán Maidana Juan Pablo Bellati Quatrième arbitre : Andrés Cunha Cinquième arbitre : Mauricio Espinosa Arbitre vidéo : Mauro Vigliano Assistants arbitre vidéo : Gery Vargas Carlos Astroza Wilton Sampaio Homme du Match : Ludwig Augustinsson |

### Huitième de finale

#### Brésil - Mexique
| Match 53                                                   | Brésil                                      | 2 - 0   | Mexique | Samara Arena, Samara                             |                                                  |
| 2 juillet 2018 · 18:00 (UTC+4) · Historique des rencontres | ( Willian) Neymar 51e · Roberto Firmino 88e | (0 - 0) |         | Spectateurs : 41 970 Arbitrage : Gianluca Rocchi | Spectateurs : 41 970 Arbitrage : Gianluca Rocchi |
| 2 juillet 2018 · 18:00 (UTC+4) · Historique des rencontres | Rapport                                     |         |         | Spectateurs : 41 970 Arbitrage : Gianluca Rocchi | Spectateurs : 41 970 Arbitrage : Gianluca Rocchi |

| Brésil | Mexique |

| BRÉSIL :        |    |                   |     |       |
|                 |    |                   |     |       |
| Gardien de but  | 01 | Alisson           |     |       |
|                 | 22 | Fagner            |     |       |
|                 | 02 | Thiago Silva      |     |       |
|                 | 03 | Miranda           |     |       |
|                 | 06 | Filipe Luís       | 43e |       |
|                 | 15 | Paulinho          |     | 80e   |
|                 | 05 | Casemiro          | 59e |       |
|                 | 19 | Willian           |     | 90+1e |
|                 | 11 | Philippe Coutinho |     | 86e   |
|                 | 10 | Neymar            |     |       |
|                 | 09 | Gabriel Jesus     |     |       |
| Remplaçants :   |    |                   |     |       |
|                 | 17 | Fernandinho       |     | 80e   |
|                 | 20 | Roberto Firmino   |     | 86e   |
|                 | 13 | Marquinhos        |     | 90+1e |
| Sélectionneur : |    |                   |     |       |
| Tite            |    |                   |     |       |

| MEXIQUE :          |    |                     |       |     |
|                    |    |                     |       |     |
| Gardien de but     | 13 | Guillermo Ochoa     |       |     |
|                    | 21 | Edson Álvarez       | 38e   | 55e |
|                    | 02 | Hugo Ayala          |       |     |
|                    | 03 | Carlos Salcedo      | 77e   |     |
|                    | 23 | Jesús Gallardo      |       |     |
|                    | 16 | Héctor Herrera      | 55e   |     |
|                    | 04 | Rafael Márquez      |       | 46e |
|                    | 18 | Andrés Guardado     | 90+2e |     |
|                    | 11 | Carlos Vela         |       |     |
|                    | 14 | Javier Hernández    |       | 60e |
|                    | 22 | Hirving Lozano      |       |     |
| Remplaçants :      |    |                     |       |     |
|                    | 07 | Miguel Layún        |       | 46e |
|                    | 06 | Jonathan dos Santos |       | 55e |
|                    | 09 | Raúl Jiménez        |       | 60e |
| Sélectionneur :    |    |                     |       |     |
| Juan Carlos Osorio |    |                     |       |     |

| Assistants : Elenito Di Liberatore Mauro Tonolini Quatrième arbitre : Antonio Mateu Lahoz Cinquième arbitre : Pau Cebrián Devís Arbitre vidéo : Massimiliano Irrati Assistants arbitre vidéo : Paweł Gil Carlos Astroza Daniele Orsato Homme du Match : Neymar |

## Statistiques

### Temps de jeu
| Joueur               |          |          |          |          | TT       | But inscrit | Passe décisive | MJ       | MT       | Légende |
| -------------------- | -------- | -------- | -------- | -------- | -------- | ----------- | -------------- | -------- | -------- | --- |
| Gardiens             | Gardiens | Gardiens | Gardiens | Gardiens | Gardiens | Gardiens    | Gardiens       | Gardiens | Gardiens | Abréviations et symboles : TT : Total de minutes jouées MJ : Nombre de matchs joués MT : Matchs joués en tant que titulaire : but (csc) : but contre son camp : passe décisive : joueur entré : joueur remplacé : capitaine : carton jaune : carton rouge |
| José de Jesús Corona | -        | -        | -        | -        | -        | -           | -              | -        | -        | Abréviations et symboles : TT : Total de minutes jouées MJ : Nombre de matchs joués MT : Matchs joués en tant que titulaire : but (csc) : but contre son camp : passe décisive : joueur entré : joueur remplacé : capitaine : carton jaune : carton rouge |
| Alfredo Talavera     | -        | -        | -        | -        | -        | -           | -              | -        | -        | Abréviations et symboles : TT : Total de minutes jouées MJ : Nombre de matchs joués MT : Matchs joués en tant que titulaire : but (csc) : but contre son camp : passe décisive : joueur entré : joueur remplacé : capitaine : carton jaune : carton rouge |
| Guillermo Ochoa      | 90       | 90       | 90       | 90       | 360      | -           | -              | 4        | 4        | Abréviations et symboles : TT : Total de minutes jouées MJ : Nombre de matchs joués MT : Matchs joués en tant que titulaire : but (csc) : but contre son camp : passe décisive : joueur entré : joueur remplacé : capitaine : carton jaune : carton rouge |
| Défenseurs           |          |          |          |          |          |             |                |          |          | Abréviations et symboles : TT : Total de minutes jouées MJ : Nombre de matchs joués MT : Matchs joués en tant que titulaire : but (csc) : but contre son camp : passe décisive : joueur entré : joueur remplacé : capitaine : carton jaune : carton rouge |
| Hugo Ayala           | 90       | 90       | -        | 90       | 270      | -           | -              | 3        | 3        | Abréviations et symboles : TT : Total de minutes jouées MJ : Nombre de matchs joués MT : Matchs joués en tant que titulaire : but (csc) : but contre son camp : passe décisive : joueur entré : joueur remplacé : capitaine : carton jaune : carton rouge |
| Carlos Salcedo       | 90       | 90       | 90       | 90       | 360      | -           | -              | 4        | 4        | Abréviations et symboles : TT : Total de minutes jouées MJ : Nombre de matchs joués MT : Matchs joués en tant que titulaire : but (csc) : but contre son camp : passe décisive : joueur entré : joueur remplacé : capitaine : carton jaune : carton rouge |
| Erick Gutiérrez      | -        | -        | -        | -        | -        | -           | -              | -        | -        | Abréviations et symboles : TT : Total de minutes jouées MJ : Nombre de matchs joués MT : Matchs joués en tant que titulaire : but (csc) : but contre son camp : passe décisive : joueur entré : joueur remplacé : capitaine : carton jaune : carton rouge |
| Miguel Layún         | 90       | 90       | 89       | 44       | 313      | -           | -              | 4        | 3        | Abréviations et symboles : TT : Total de minutes jouées MJ : Nombre de matchs joués MT : Matchs joués en tant que titulaire : but (csc) : but contre son camp : passe décisive : joueur entré : joueur remplacé : capitaine : carton jaune : carton rouge |
| Héctor Moreno        | 90       | 90       | 90       | -        | 270      | -           | -              | 3        | 3        | Abréviations et symboles : TT : Total de minutes jouées MJ : Nombre de matchs joués MT : Matchs joués en tant que titulaire : but (csc) : but contre son camp : passe décisive : joueur entré : joueur remplacé : capitaine : carton jaune : carton rouge |
| Edson Álvarez        | 32       | -        | 90       | 55       | 177      | -           | -              | 3        | 2        | Abréviations et symboles : TT : Total de minutes jouées MJ : Nombre de matchs joués MT : Matchs joués en tant que titulaire : but (csc) : but contre son camp : passe décisive : joueur entré : joueur remplacé : capitaine : carton jaune : carton rouge |
| Jesús Gallardo       | 90       | 90       | 65       | 90       | 335      | -           | -              | 4        | 4        | Abréviations et symboles : TT : Total de minutes jouées MJ : Nombre de matchs joués MT : Matchs joués en tant que titulaire : but (csc) : but contre son camp : passe décisive : joueur entré : joueur remplacé : capitaine : carton jaune : carton rouge |
| Milieux              |          |          |          |          |          |             |                |          |          | Abréviations et symboles : TT : Total de minutes jouées MJ : Nombre de matchs joués MT : Matchs joués en tant que titulaire : but (csc) : but contre son camp : passe décisive : joueur entré : joueur remplacé : capitaine : carton jaune : carton rouge |
| Rafael Márquez       | 16       | 22       | -        | 46       | 84       | -           | -              | 3        | 1        | Abréviations et symboles : TT : Total de minutes jouées MJ : Nombre de matchs joués MT : Matchs joués en tant que titulaire : but (csc) : but contre son camp : passe décisive : joueur entré : joueur remplacé : capitaine : carton jaune : carton rouge |
| Jonathan dos Santos  | -        | -        | -        | 35       | 35       | -           | -              | 1        | -        | Abréviations et symboles : TT : Total de minutes jouées MJ : Nombre de matchs joués MT : Matchs joués en tant que titulaire : but (csc) : but contre son camp : passe décisive : joueur entré : joueur remplacé : capitaine : carton jaune : carton rouge |
| Marco Fabián         | -        | -        | 25       | -        | 25       | -           | -              | 1        | -        | Abréviations et symboles : TT : Total de minutes jouées MJ : Nombre de matchs joués MT : Matchs joués en tant que titulaire : but (csc) : but contre son camp : passe décisive : joueur entré : joueur remplacé : capitaine : carton jaune : carton rouge |
| Giovani dos Santos   | -        | 13       | -        | -        | 13       | -           | -              | 1        | -        | Abréviations et symboles : TT : Total de minutes jouées MJ : Nombre de matchs joués MT : Matchs joués en tant que titulaire : but (csc) : but contre son camp : passe décisive : joueur entré : joueur remplacé : capitaine : carton jaune : carton rouge |
| Héctor Herrera       | 90       | 90       | 90       | 90       | 360      | -           | -              | 4        | 4        | Abréviations et symboles : TT : Total de minutes jouées MJ : Nombre de matchs joués MT : Matchs joués en tant que titulaire : but (csc) : but contre son camp : passe décisive : joueur entré : joueur remplacé : capitaine : carton jaune : carton rouge |
| Andrés Guardado      | 74       | 68       | 75       | 90       | 307      | -           | -              | 4        | 4        | Abréviations et symboles : TT : Total de minutes jouées MJ : Nombre de matchs joués MT : Matchs joués en tant que titulaire : but (csc) : but contre son camp : passe décisive : joueur entré : joueur remplacé : capitaine : carton jaune : carton rouge |
| Javier Aquino        | -        | -        | -        | -        | -        | -           | -              | -        | -        | Abréviations et symboles : TT : Total de minutes jouées MJ : Nombre de matchs joués MT : Matchs joués en tant que titulaire : but (csc) : but contre son camp : passe décisive : joueur entré : joueur remplacé : capitaine : carton jaune : carton rouge |
| Attaquants           |          |          |          |          |          |             |                |          |          | Abréviations et symboles : TT : Total de minutes jouées MJ : Nombre de matchs joués MT : Matchs joués en tant que titulaire : but (csc) : but contre son camp : passe décisive : joueur entré : joueur remplacé : capitaine : carton jaune : carton rouge |
| Raúl Jiménez         | 24       | -        | -        | 30       | 54       | -           | -              | 2        | -        | Abréviations et symboles : TT : Total de minutes jouées MJ : Nombre de matchs joués MT : Matchs joués en tant que titulaire : but (csc) : but contre son camp : passe décisive : joueur entré : joueur remplacé : capitaine : carton jaune : carton rouge |
| Carlos Vela          | 58       | 77       | 90       | 90       | 315      | 1           | -              | 4        | 4        | Abréviations et symboles : TT : Total de minutes jouées MJ : Nombre de matchs joués MT : Matchs joués en tant que titulaire : but (csc) : but contre son camp : passe décisive : joueur entré : joueur remplacé : capitaine : carton jaune : carton rouge |
| Javier Hernández     | 90       | 90       | 90       | 60       | 330      | 1           | 1              | 4        | 4        | Abréviations et symboles : TT : Total de minutes jouées MJ : Nombre de matchs joués MT : Matchs joués en tant que titulaire : but (csc) : but contre son camp : passe décisive : joueur entré : joueur remplacé : capitaine : carton jaune : carton rouge |
| Jesús Manuel Corona  | -        | 19       | 15       | -        | 34       | -           | -              | 2        | -        | Abréviations et symboles : TT : Total de minutes jouées MJ : Nombre de matchs joués MT : Matchs joués en tant que titulaire : but (csc) : but contre son camp : passe décisive : joueur entré : joueur remplacé : capitaine : carton jaune : carton rouge |
| Oribe Peralta        | -        | -        | 6        | -        | 6        | -           | -              | 1        | -        | Abréviations et symboles : TT : Total de minutes jouées MJ : Nombre de matchs joués MT : Matchs joués en tant que titulaire : but (csc) : but contre son camp : passe décisive : joueur entré : joueur remplacé : capitaine : carton jaune : carton rouge |
| Hirving Lozano       | 66       | 71       | 90       | 90       | 317      | 1           | 1              | 4        | 4        | Abréviations et symboles : TT : Total de minutes jouées MJ : Nombre de matchs joués MT : Matchs joués en tant que titulaire : but (csc) : but contre son camp : passe décisive : joueur entré : joueur remplacé : capitaine : carton jaune : carton rouge |
| TOTAL                |          |          |          |          |          |             |                |          |          | Abréviations et symboles : TT : Total de minutes jouées MJ : Nombre de matchs joués MT : Matchs joués en tant que titulaire : but (csc) : but contre son camp : passe décisive : joueur entré : joueur remplacé : capitaine : carton jaune : carton rouge |
| Équipe du Mexique    | 90       | 90       | 90       | 90       | 360      | 3           | 2              | 4        | -        | Abréviations et symboles : TT : Total de minutes jouées MJ : Nombre de matchs joués MT : Matchs joués en tant que titulaire : but (csc) : but contre son camp : passe décisive : joueur entré : joueur remplacé : capitaine : carton jaune : carton rouge |

| Buts  | Joueurs          | Adversaires  |
| ----- | ---------------- | ------------ |
| 1     | Hirving Lozano   | Allemagne    |
| 1     | Carlos Vela      | Corée du Sud |
| 1     | Javier Hernández | Corée du Sud |
| TOTAL | 3 BUTS           | 3 BUTS       |

| Passes | Joueurs            | Adversaires        |
| ------ | ------------------ | ------------------ |
| 1      | Javier Hernández   | Allemagne          |
| 1      | Hirving Lozano     | Corée du Sud       |
| TOTAL  | 2 PASSES DÉCISIVES | 2 PASSES DÉCISIVES |

## Anecdotes
À la suite de la victoire du Mexique face à l'Écosse en match amical de préparation à la Coupe du monde, la presse mexicaine révèle que neuf joueurs de la sélection ont participé à une soirée en compagnie d'une trentaine de prostituées.